# Ejnar Hertzsprung
Ejnar Hertzsprung (Copenaghen, 8 ottobre 1873 – Roskilde, 21 ottobre 1967) è stato un astronomo e chimico danese.
Negli anni 1911-1913 sviluppò, assieme ad Henry Norris Russell, il Diagramma Hertzsprung-Russell.
Nel 1913 determinò la distanza di parecchie Cefeidi galattiche, usando il metodo della parallasse statistica, e calibrò così la relazione poi scoperta da Henrietta Leavitt tra periodo e magnitudine delle Cefeidi. Nei suoi calcoli c'era tuttavia un errore, dato che le stelle erano stimate 10 volte più vicine. Utilizzò le sue deduzioni per stimare la distanza della Piccola Nube di Magellano.

## Asteroidi scoperti
Hertzsprung ha scoperto due asteroidi:
| Asteroide     | Designaz. provv. | Data della scoperta |
| ------------- | ---------------- | ------------------- |
| 1627 Ivar     | 1929 SH          | 25 settembre 1929   |
| 1702 Kalahari | A924 NC          | 7 luglio 1924       |

## Riconoscimenti
- Medaglia d'Oro della Royal Astronomical Society nel 1929.
- Medaglia Bruce nel 1937.

Portano il suo nome il cratere Hertzsprung, sulla superficie della Luna, e l'asteroide 1693 Hertzsprung.